# Saint-Martin-de-Caralp
Saint-Martin-de-Caralp település Franciaországban, Ariège megyében. Lakosainak száma 375 fő (2022. január 1.). Saint-Martin-de-Caralp Baulou, Cadarcet, Cos, Saint-Pierre-de-Rivière és Serres-sur-Arget községekkel határos.

## Népesség
A település népessége az elmúlt években az alábbi módon változott:
| Lakosok száma | 194  | 212  | 242  | 335  | 343  | 342  | 357  | 363  | 365  | 375  |
|               | 1968 | 1982 | 1990 | 2006 | 2013 | 2015 | 2017 | 2019 | 2020 | 2022 |